# Related Designs
Related Designs è uno sviluppatore di giochi tedesco, specializzato in Real Time Strategy. Dal 2007, dopo l'acquisizione di Sunflowers, Ubisoft possiede il 30 % delle azioni.

## Storia
Related Designs è stata fondata nel 1995 da Thomas Pottkämper, Burkhard Ratheiser, Thomas Stone. Inizialmente l'azienda sviluppava giochi di fascia media e giochi online. Successivamente realizzò il gioco di strategia in tempo reale America, pubblicato nel 2000 con grande successo, si contano 300 000 copie vendute in tutto il mondo. Il gioco No Man's Land 2003, Castle Strike 2004 contribuirono al successo del marchio.
Nell'ottobre 2006 pubblicò Anno 1701, seguito nel 2007 da Anno 1701: The Sunken Dragon. Il 1º luglio 2009 arriva un nuovo capitolo per la famosa serie Anno, per console Nintendo Anno: Crea un nuovo mondo e per PC Anno 1404.

## Giochi sviluppati
- America - 2000
- No Man's Land - 2003
- Castle Strike - 2004
- Anno 1701 - 2006
- Anno 1701: The Sunken Dragon - 2008
- Anno: Crea un nuovo mondo - 2009
- Anno 1404 - 2009
- Anno 2070 - 2011